# Arma convencional

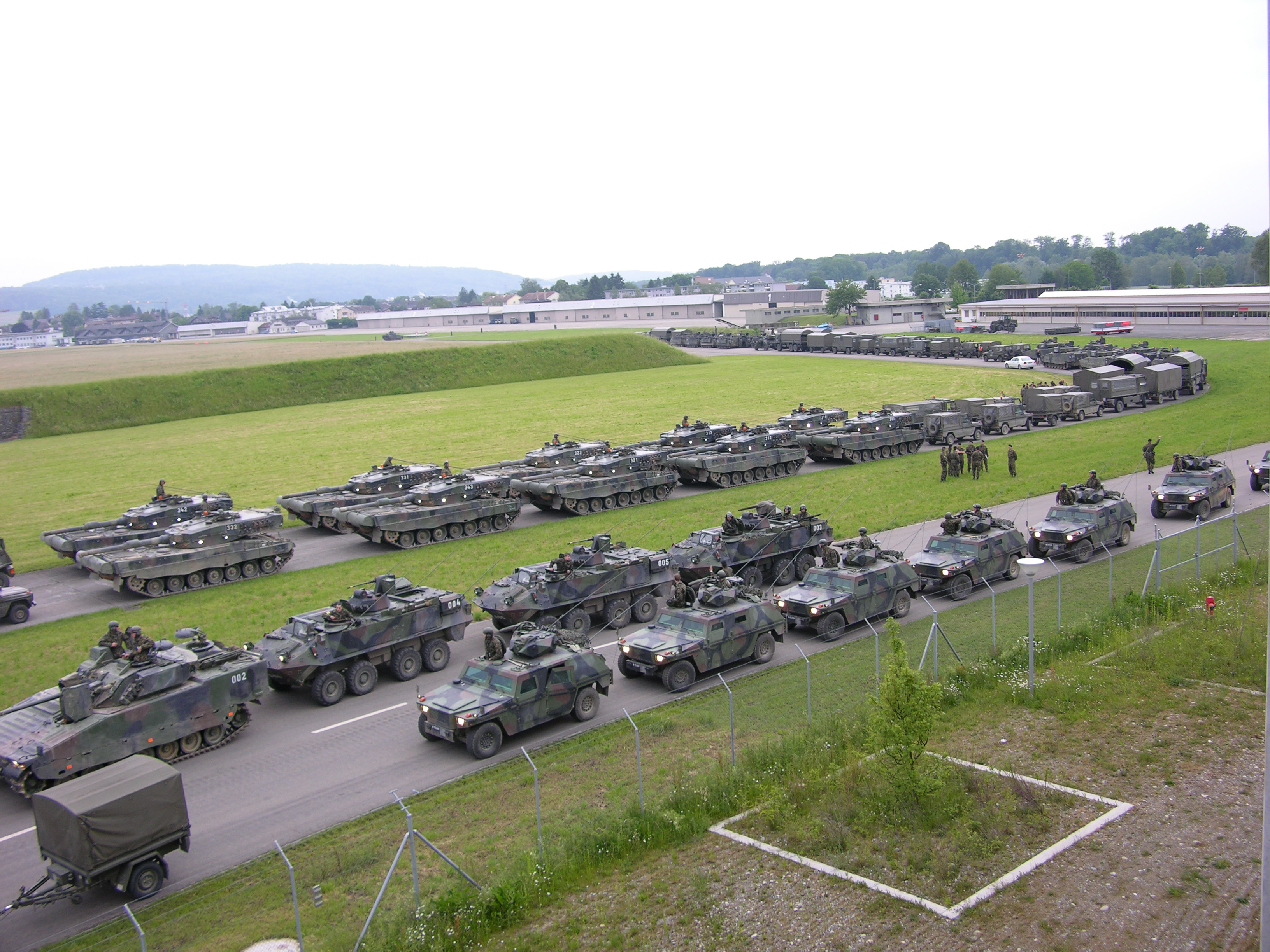
Imagen que muestra tanques y coches blindados, un tipo de arma convencional.

Armas convencionales son aquellas cuyo principio de funcionamiento no está basado, ni siquiera en parte, en tecnologías ABQ. Frecuentemente se usa como antónimo de arma nuclear.
Ciertas armas, como los proyectiles de energía cinética con masa incrementada mediante uranio empobrecido (DU), son de dudosa categorización aunque generalmente considerados armas convencionales.